# Gwadar
Gwadar is een havenstad in Pakistan, in de provincie Beloetsjistan. Het is een relatief kleine stad met ruim 53.000 inwoners (2006).

## Geschiedenis
De Portugezen veroverden en verwoestten de stad in de 16e eeuw.
Tegen het einde van de 18e eeuw veroverde de Sultan van Muscat en Oman de stad en gebruikte deze als handelsstad tussen Arabië en Centraal-Azië. Er werden onder andere ivoor, kruiden en specerijen en slaven uit Afrika verhandeld. Tot 1958 zou de stad tot Oman behoren; dat jaar werd ze overgedragen aan Pakistan.

## Strategische betekenis
In 2002 werd begonnen met de aanleg van een diepzeehaven. Tot dan toe was Karachi de enige Pakistaanse havenstad van betekenis.
De Volksrepubliek China leverde zowel financiële, materiële als technische hulp bij het bouwen van de haven. China betaalde meer dan 80% van de 248 miljoen dollar die nodig was voor de aanleg. De haven ligt strategisch aan de Golf van Oman, niet ver van de Straat van Hormuz, waardoor naar schatting 40% van het wereldwijde transport van ruwe aardolie gaat. Ze is het kroonjuweel van de Chinees-Pakistaanse Economische Corridor (CPEC) en is onderdeel van het Belt and Road Initiatief (BRI).

In maart 2007 werd de haven geopend, in bijzijn van de Chinese minister van transport. Het beheer werd voor 25 jaar uitbesteed aan PSA International. Tevens werd besloten dat de haven voor veertig jaar een belastingvrije zone zou zijn.
Het beheer is begin 2013 overgegaan van PSA uit Singapore naar het Chinese staatsbedrijf China Overseas Port Holdings. Volgens Chinese berichten kan de haven ook dienen ter ondersteuning van de Chinese marine. De haven kan verder een rol spelen bij de ontsluiting van het westen van China. Een landroute via de Karakoramweg biedt China een duizenden kilometers kortere route naar afzetmarkten in Europa en de oliebronnen in het Midden-Oosten. Een bootreis van Shanghai naar Rotterdam via het Suezkanaal is 10.500 zeemijl, maar vanaf Gwadar is de reis naar Rotterdam 4.000 zeemijl korter. Met deze haven wordt ook de drukke Straat Malakka vermeden, de smalle doorvaartopening tussen Singapore en Sumatra.
Mogelijk gaat in de toekomst een pijpleiding Gwadar verbinden met de westelijke provincies van China.

## Verzet
Vanaf het begin van de aanleg van de diepzeehaven verzet de bevolking van Beloetsjistan zich tegen het project. Ze raakten hun vissershaven kwijt, zonder dat de nieuwe haven banen opleverde: die gingen naar Punjabi en Chinezen. Het verzet wordt geleid door het Baloch Liberation Army (BLA), dat afscheiding door Beloetsjistan van Pakistan nastreeft.